# L'Affaire Louis' Trio
L'Affaire Louis' Trio est un groupe musical français de pop rock, originaire de Lyon, en Rhône-Alpes, actif entre 1982 et 1998, qui connaît le succès à la fin des années 1980, début des années 1990.

## Histoire

### Débuts
Les trois membres fondateurs du groupe, tous d'origine lyonnaise, sont  :
- Hubert Mounier, surnommé Cleet Boris, également auteur de bandes dessinées, né le 21 septembre 1962, mort le 2 mai 2016 (à 53 ans) d'une rupture aortique ;
- Vincent Mounier, surnommé Karl Niagara, né le 7 février 1967, frère du précédent ;
- François Lebleu, surnommé Bronco Junior, né le 13 octobre 1965 et mort le 19 décembre 2008 (à 43 ans) d'une attaque cérébrale.

En 1979, Hubert Mounier forme avec son frère Vincent le groupe Cleet Boris (ce nom restera par la suite comme surnom d'Hubert Mounier dans le groupe). C'est par le biais d'une petite annonce que François Lebleu les rejoint en 1981. En 1982, le groupe L'Affaire Louis' Trio est officiellement créé. Leur nom vient d'un fait divers, l'affaire de la Trinité, un règlement de comptes survenu en 1975 dans un bar lyonnais, impliquant le Gang des Lyonnais, au cours duquel le père de Hubert et Vincent Mounier a été tué d'une balle perdue,.
En 1990, ils sont signataires de l'« appel des 250 », qui initiera le collectif Ras l'front.

### Succès
En 1987, le groupe connaît le succès avec le titre Tout mais pas ça qui se classe dans le Top 50 français (à la 30e place) et la même année, il remporte la Victoire de la musique de la « révélation variétés masculine » avec son premier album, Chic planète. Son 45 tours éponyme (qui bénéficie d'un clip partiellement réalisé en images de synthèse) sort à cette période-là et rencontre lui aussi un important succès, atteignant la 27e place en France et la 33e au Québec. Le groupe publie ensuite deux autres albums studio qui, même s'ils connaissent un écho certain avec des titres comme Succès de larmes ou Chacun de son côté, remportent moins de succès dans les classements. Cependant, au Québec, deux extraits de Sans légende (sorti en 1990) atteignent le Top 20.
Après une pause, L'Affaire Louis' Trio revient en 1993 avec l'album Mobilis in mobile qui lui permet de rentrer à nouveau dans le Top 50 avec le single qui donne son titre à cet album, lui offrant alors sa meilleure place dans ce classement (19e position).

### Séparation
Par la suite, le groupe publie en 1995 L'Homme aux mille vies puis en 1997, l'album L'Affaire Louis' Trio ; sans renouer cependant avec le succès des années précédentes. Et en 1998, après une ultime tournée (1996-1997), la formation se sépare. Une compilation est alors éditée. À la fin des années 2000, il est question que le groupe se reforme. Mais le 19 décembre 2008, François Lebleu meurt emporté par une attaque cérébrale.
Après la séparation du groupe, Vincent Mounier publie en solo un album, intitulé Trois fois rien, puis collabore notamment avec Étienne Daho (producteur artistique sur l'album Réévolution). Hubert Mounier sort de son côté plusieurs disques dont, en 2007, un album de reprises de titres du groupe (Affaires classées). Le 2 mai 2016, Hubert Mounier meurt, ce qui met fin à tout espoir de voir une reformation, et une renaissance du groupe. Leur studio de répétition de Starshooter, se trouvait au 7, place Louis-Chazette à Lyon. Une association de musiciens perpétue la destination du lieu.

### Autour du trio
Le son du groupe occupait un large spectre, avec des arrangements, aux influences jazz, du compositeur Pierre Adenot ; leurs enregistrements initiaux ont d'ailleurs bénéficié de la contribution de plusieurs musiciens de jazz français. Le son du trio n'a cependant pas cessé d'évoluer au fil des années jusqu'à Europium (en 1997), son dernier album. 
Les paroles d'Hubert Mounier étaient souvent teintées d'une certaine spiritualité, contenant nombre de calembours et autres jeux de mots. Son plus ambitieux projet est sans doute le quatrième LP de la formation, Mobilis in mobile (1993), un album-concept basé sur le personnage du Capitaine Nemo, des romans de Jules Verne. Le groupe a travaillé avec des musiciens et réalisateurs de renom comme le bassiste de la formation anglaise XTC, Colin Moulding (en), sur L'Homme aux mille vies (1995) et Michel Gondry pour la vidéo accompagnant le titre Il y a ceux (1989). Les arrangements riches et variés de leurs cinq premiers albums sont assurés par Pierre Adenot, tandis que Benjamin Biolay a pris en charge ceux de leur dernier disque.

## Discographie
- 1987 : Chic planète[20]
- 1988 : Le Retour de l'âge d'or
- 1990 : Sans légende
- 1993 : Mobilis in mobile
- 1995 : L'Homme aux mille vies
- 1997 : L'Affaire Louis Trio (Europium 97)
- 1998 : Le Meilleur de l'Affaire